# Los Lleuques

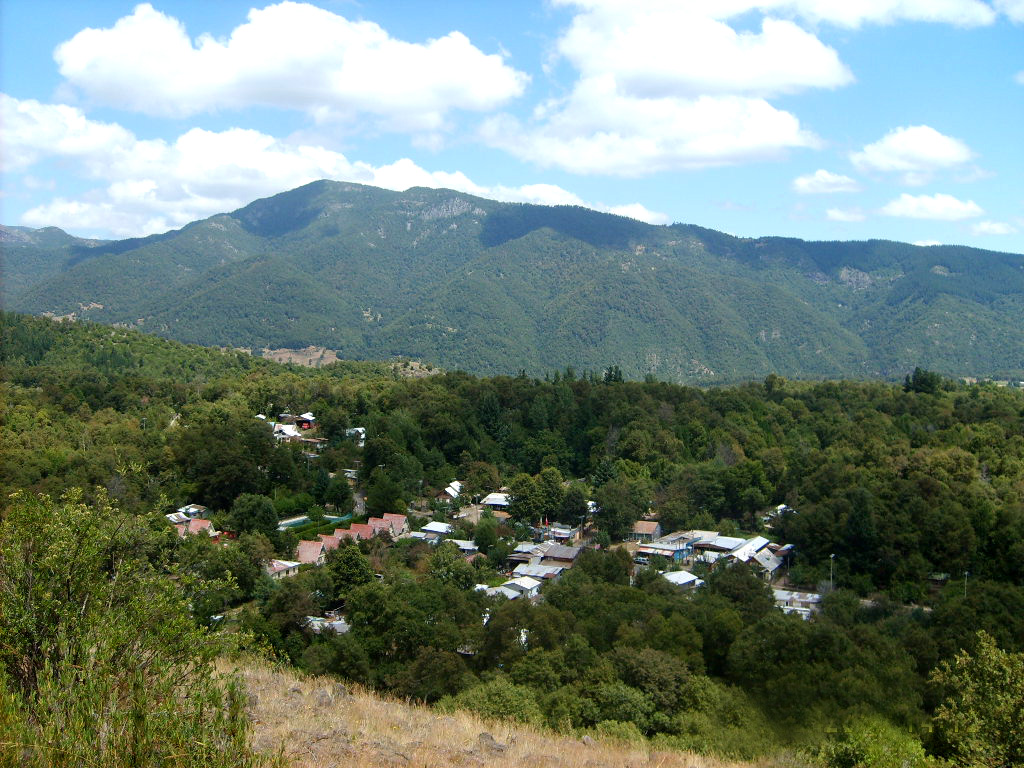
Los Lleuques desde los cerros cercanos.

Los Lleuques es una localidad precordillerana chilena dependiente de la comuna de Pinto, Provincia de Diguillín, Región de Ñuble, ubicada a 50 km de la ciudad de Chillán, por la ruta N-55, que une esta ciudad con las Termas de Chillán. Forma junto a la localidad de Recinto una conurbación.
La localidad surgió a mediados de la década de 1950 como un lugar de veraneo de vecinos de algunas comunas de la Provincia de Ñuble, además de ser parada para los viajeros a las Termas de Chillán. El nombre de la localidad debe a la abundancia de árboles lleuques. Su clima es templado cálido con estación seca corta (menos de 4 meses). Está enclavada en medio de cerros en una zona de bosques nativos, donde destacan especies como el copihue, el avellano chileno, el boldo, el lleuque, el mañio o el roble.
Por su geografía permite el desarrollo de deportes como el Mountain Bike, modalidad Cross Country y Downhill. La pista el cerrillo es famosa entre los ryders que practican esta modalidad. 
El poblado presenta gran aptitud turística, con numerosos restaurantes, supermercados y alojamientos. Todos los años en el mes de febrero se desarrolla la Semana Lleuquina, la cual reúne a todo el pueblo con diversas competencias y elección de reina en la fiesta de cierre. También en el mes de abril se desarrolla una feria costumbrista, conocida como la fiesta de la Avellana, donde los expositores realizan platos gastronómicos con el fruto del Avellano Chileno.
En sus alrededores se encuentra la Laguna Los Lleuques, la cual está en un recinto privado, pero se puede acceder pidiendo permiso a los dueños, el cual solía ser un yacimiento de cal. 
El pueblo está bordeado por el Río Renegado, en su extremo oriente y por el sur por el Rio Diguillin, ambos ríos se reúnen en una cascada conocida como el Salto del Renegado, una caída de agua de más de 40 metros de altura. Atracción conocida por los lugareños como la turbina, porque en dicho lugar funcionó durante muchos años, una central hidroeléctrica que dio electricidad a la comuna de Pinto, hoy en día dicha central se encuentra abandonada.

En el sector se encuentra el acceso a la reserva nacional Ñuble, por el camino Atacalco, senda muy concurrida por arrieros y turistas en la época de verano. 
También posee un balneario popular conocido como "La Playita", a orillas del estero Renegado.
|  | Coordenadas | -36.854759, -71.644244 |
|  | ----------- | ---------------------- |
|  | Altitud     | 890 m s. n. m.         |
|  | Gentilicio  | Lleuquino              |
|  | Entidad     | Localidad              |